# Fred Van Kuyk
Fred Van Kuijk (Merksem, 19 september 1947) is een Vlaams acteur, bekend van zijn rol als boer Seppe in Terug naar Oosterdonk, agent Suikerbuik in Big & Betsy, opa Fonkel in Mega Mindy en de concurrent van Balthazar Boma, Jean-Luc Grootjans, in F.C. De Kampioenen.
In het theater trad hij als acteur op met meerdere producties van de Internationale Nieuwe Scène (onder andere Hadewych, van liefde en Minne, Mistero Buffo en Harlekijn in Afrika), Theater Malpertuis en Compagnie De Koe.
In 2024 stopte hij met acteren.

## Filmografie
- Het Dwaallicht (1973) - als politieagent
- Verloren maandag (1974) - als hotelbaas
- Salut en de kost (1974) - als Mitch
- Verbrande Brug (1975) - als Pol
- Pallieter (1976) - als leider openbare verkoop
- Het verloren paradijs (1978) - als landmeter
- Exit 7 (1978) - als mosselman
- De Witte van Sichem (1980) - als trommelaar
- Hellegat (1980) - als Sus
- Vrijdag (1980) - als dokter
- De Vlaschaard (1983) - als vlasopkoper
- Brussels by Night (1983) - als Jules
- Paniekzaaiers (1986) - als cafébaas
- Hector (1987) - als wedstrijdleider
- Blueberry Hill (1989) - als slager
- Koko Flanel (1990) - als receptionist
- Dilemma (1990) - als Sam Bervoets
- Intensive care (1991) - als inspecteur Fox
- Boys (1992) - als meneer Meuleman
- Daens (1992) - als burgemeester Vanwambeke
- Bex & Blanche (1993-1994) - als Dolf
- Brylcream Boulevard (1995) - als Gust
- Ons geluk (1995) - als Muys
- Wittekerke (1995) - als Karel Budens
- Genoeg gelachen, nu humor (1995) - als Bert Blink
- Wat nu weer?! (1995-1998) - als Opa
- Familie Backeljau (1996) - als Louis Van Vossem
- Alles moet weg (1996) - als bankloper
- De Kotmadam (1996-1999, 2004) - als Gerard
- La Sicilia (1997) - als pater Gregorio
- Terug naar Oosterdonk (1997) - als Seppe
- Windkracht 10 (1997) - als schipper
- Diamant (1997) - als Galeyn
- F.C. De Kampioenen (1997, 2003, 2005-2007, 2009-2011) - als Jean-Luc Grootjans
- Deman (1998) - als Gust Sterckx
- Heterdaad (1998) - als Urbain Van Overbeke
- Hof van Assisen (1998) - als Hugo Huydevetters
- Samson & Gert (1998, 1999, 2003) - als burgemeester Guido Beestjes
- Recht op Recht (1999) - als journalist Dupoot
- Gilliams & De Bie (1999) - als chauffeur
- Raf & Ronny II (1999) - als zichzelf
- De Kabouterschat (1999) - als kabouter Paf
- A Dog of Flanders (1999) - als burgemeester
- Boerenkrijg (1999) - als Leonardus Lanckrock
- Big & Betsy (2000-2003) - als agent Suikerbuik
- Misstoestanden (2003) - als inspecteur Sapperdeboere
- Pa heeft een lief (2000) - als Victor De Doncker
- Nonkel Jef (2001) - als pater Verhelst
- Villa des Roses (2002) - als Compére
- Kassablanka (2002) - als opa Josse
- Hallo België! (2003) - als Max
- Lili en Marleen (2003) - als Vettige Juul
- Plop en de Toverstaf (2003) - als de kerstkabouter
- W817 (2003) - als houthakker
- Sedes & Belli (2004) - als Charly
- De duistere diamant (2004) - als soldaat
- Het eiland (2004) - als Dré Vandam
- Aspe (2004) - als Jacob Steen
- Rupel (2004) - als Karel Zaman
- Spring (2005) - als openbare verkoper
- Suspect (2005) - als schooldirecteur
- De Kotmadam (2005) - als Staf
- Booh! (2006) - als sloper
- Witse (2006) - als branddeskundige Van Roost
- Grappa (2006, 2008) - als cafébaas Bob
- Mega Mindy (2006-2014) - als Opa Fonkel
- De Kavijaks (2007) - als handelaar
- Spoed (2007) - als meneer Boni
- Zone Stad (2007) - als André Verboven
- Familie (2007-2011) - als Dimitri 'Dimi' Roels
- Katarakt (2008) - als fruitteler Gaston
- Kinderen van Dewindt (2008) - als René
- Blinker en de Blixvaten (2008) - als kapitein
- Het geheim van Mega Mindy (2009) - als Opa Fonkel
- Mega Toby (2010) - als Opa Fonkel
- Mega Mindy en het Zwarte Kristal (2010) - als Opa Fonkel
- Mega Mindy en de Snoepbaron (2011) - als Opa Fonkel
- Mega Mindy en de dolfijnendiefstal (2011) - als Opa Fonkel
- Mega Toby redt de race (2011) - als Opa Fonkel
- Danni Lowinski (2012) - als Bertje Vandenberghe
- Zone Stad (2012) - als Valère De Winne
- Mega Toby In vuur en vlam (2012) - als Opa Fonkel
- De Kotmadam (2013, 2016, 2023-2024) - als Ward
- F.C. De Kampioenen: Kampioen zijn blijft plezant (2013) - als Jean-Luc Grootjans
- Amateurs (2014) - als Jos Vanbeneden
- Mega Toby in de Ruimte (2014) - als Opa Fonkel
- Hart van Goud (2015) - als opa Jozef
- Mega Mindy versus Rox (2015) - als Opa Fonkel
- Trollie (2015) - als opa Beer
- Kosmoo (2016) - als Joris
- Nachtwacht (2016) - als Jacques
- SCAR(F) (2017) - als Herwig
- Down To Earth (2019) - als Lowie
- De club van Sinterklaas & De race tegen de klok (2022) - als opa Hans
- Oldtown (2024) - als Karel
- Dood Spoor (2025) - als Luc